# الأدميرال فون تيغيتهوف

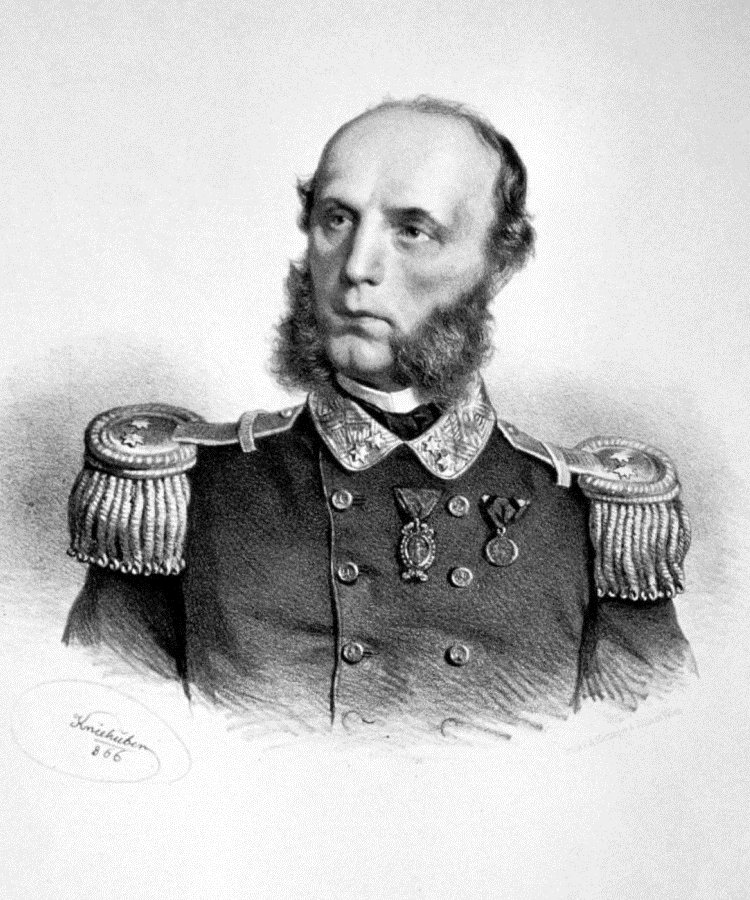
فيلهلم تيجيتوف ، طباعة حجرية لجوزيف كريهوبر ، 1866

فيلهلم فون تيجيتوف (ولد في 23 ديسمبر 1827 في ماربورغ/ماريبور، توفي في 7. أبريل 1871 في فيينا)، كان نائب أدميرال وقائدًا لبحرية إمباطورية النمسا-المجر.

## حياته

### عائلة تيغيتهوف
ولد فيلهلم فون تيجيتوف عام 1827 لعائلة نبيلة خدمت لأجيال في جيش الامبراطورية النمساوية، فوالده المقدم في جيش الامبراطورية النمساوية فرانز كارل غابرييل فون تيجيتوف، المتزوج من ليوبولدينه تشيرماك، ابنة مدير منطقة فورستنبيرغ. وقد كانت عائلة تيغيتهوف قد رفّعت إلى درجة النبالة في القرن الثامن عشر من قبل الامبراطورة ماريا تيريزا، والتي تحمل الأحرف الأولى من اسمها أيضًا في شعار العائلة. من ناحية والدته كان على صلة قرابة بعمدة فيينا آنذاك، البارون سايلر.
جاء أسلاف تيجيتهوف من إقليم ويستفاليا الألماني في القرن السابع عشر، حيث خدم جده الأكبر المولود في بادربورن عام 1701في الجيش الإمبراطوري في حرب السنوات السبع برتبة «ريتميستر» مع فرسان أسرة إسترهازي الهنغارية حليفة هابسبورغ، ورفع عام 1765 إلى طبقة النبلاء الوراثية، وتوفي في بلدة أيزنشتات عام 1780.
من بين أبنائه الخمسة، نال ابنه الأوسط يوزيف وسام ماريا تييريزا بدرجة فارس لبلائه في الحروب ضد فرنسا، وخدم شقيقه الأكبر إجناتس (وهو جد فيلهلم فون تيجيتوف) ضابطا في فوج المشاة رقم 47 وشارك أيضًا في الحروب ضد فرنسا، تقاعد عام 1803 وتوفي عام 1822 في فياليتشكا في غاليسيا. أما والد الأدميرال، فرانز كارل غابرييل فون تيجثوف، فقد انضم إلى الجيش الإمبراطوري في عام 1805.

### تربيته العسكرية
على الرغم من رغبة والديه بتوجيهه إلى وظيفة مدنية، فضّل تيغيتهوف البحر، وزار في الأعوام 1840-1845 ثانوية ضباط البحرية النمساوية في البندقية، وتخرج ضابطا بحريا مرشحا، وصعد يوم 23 يوليو 1845 إلى متن سفينة لأول مرة في الخدمة النظامية.
سارعت ثورة 1848 والتغييرات التي أعقبتها من تقدم تيغيتهوف المهني، حيث اشارك في حصار البندقية في الاعوام 1848-1849. وأرسل لاحقا في عدة رحلات وبعثات البحرية الإمبراطورية إلى بلاد الشام وما كان يسمى بالساحل البربري.

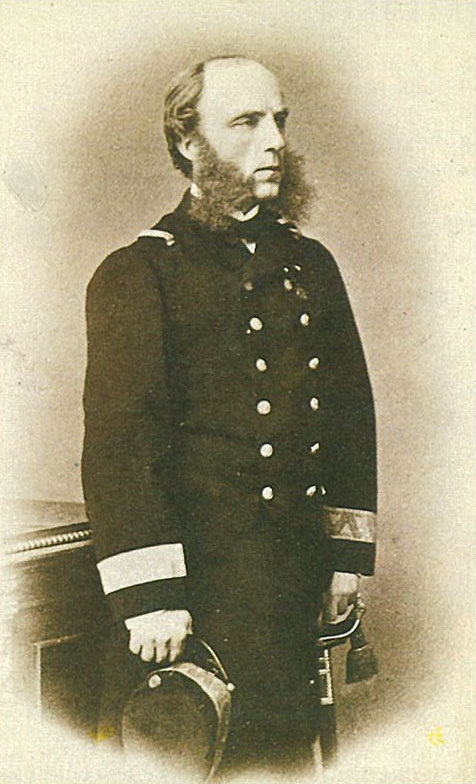
صورة لتيغيتهوف من عام 1866

### النجاحات الأولى
في عام 1854 عين تيغيتهوف قائدا للسفينة الشراعية الحربية (السكونة) «إليزابيث». وقد شهدت تلك الفترة تحويل السفن، بما في ذلك الحربية، بشكل مكثف إلى الطاقة البخارية، وفي عام 1855 ولّي قيادة السفينة البخارية النهرية «تاوروس» التي أرست إلى دلتا الدانوب، حيث تصادمت مصالح النمسا وروسيا والإمبراطورية العثمانية مع تزايد التطلعات القومية لدى شعوب تلك المنطقة، وهناك برز الضابط البحري الشاب بإنجازاته في المجالات الدبلوماسية، والتنظيمية أيضًا.
في الأعوام 1859-1860 شارك تيغيتهوف في رحلة الأرشيدوق فرديناند ماكسيميليان، شقيق الإمبراطور فرانتس يوزيف الأول، إلى البرازيل. بعد ذلك تقدمت مسيرته المهنية بسرعة كبيرة، فرقي عام 1861 إلى «قائد السفينة»، أي ما يعادل قبطانًا بحريًا في البحرية الألمانية، وعقيدًا في الجيش)، وتزامن ذلك مع قيادته البحرية النمساوية في ساحل بلاد الشام.

### معركة هيليغولاند البحرية - 1864
قاتلت النمسا إلى جانب بروسيا في الحرب الألمانية الدنماركية، وشارك تيغيتهوف في المعركة البحرية التي دارت بالقرب من هيليغولاند في 9 مايو 1864، وهي معركة لم تحسم وادعى الجانبان النمساوي والدنماركي الانتصار فيها على الرغم من الخسائر الفادحة. في اليوم التالي للمعركة رقي تيغيتهوف إلى رتبة لواء (كونتر أدميرال) في البحرية النمساوية، ليكون وهو في عمر ال37 أصغر من يحمل هذه الرتبة فيها، وحصل على وسام التاج الحديدي للدرجة الثانية.

### الانتصار في معركة ليسا البحرية - 1866

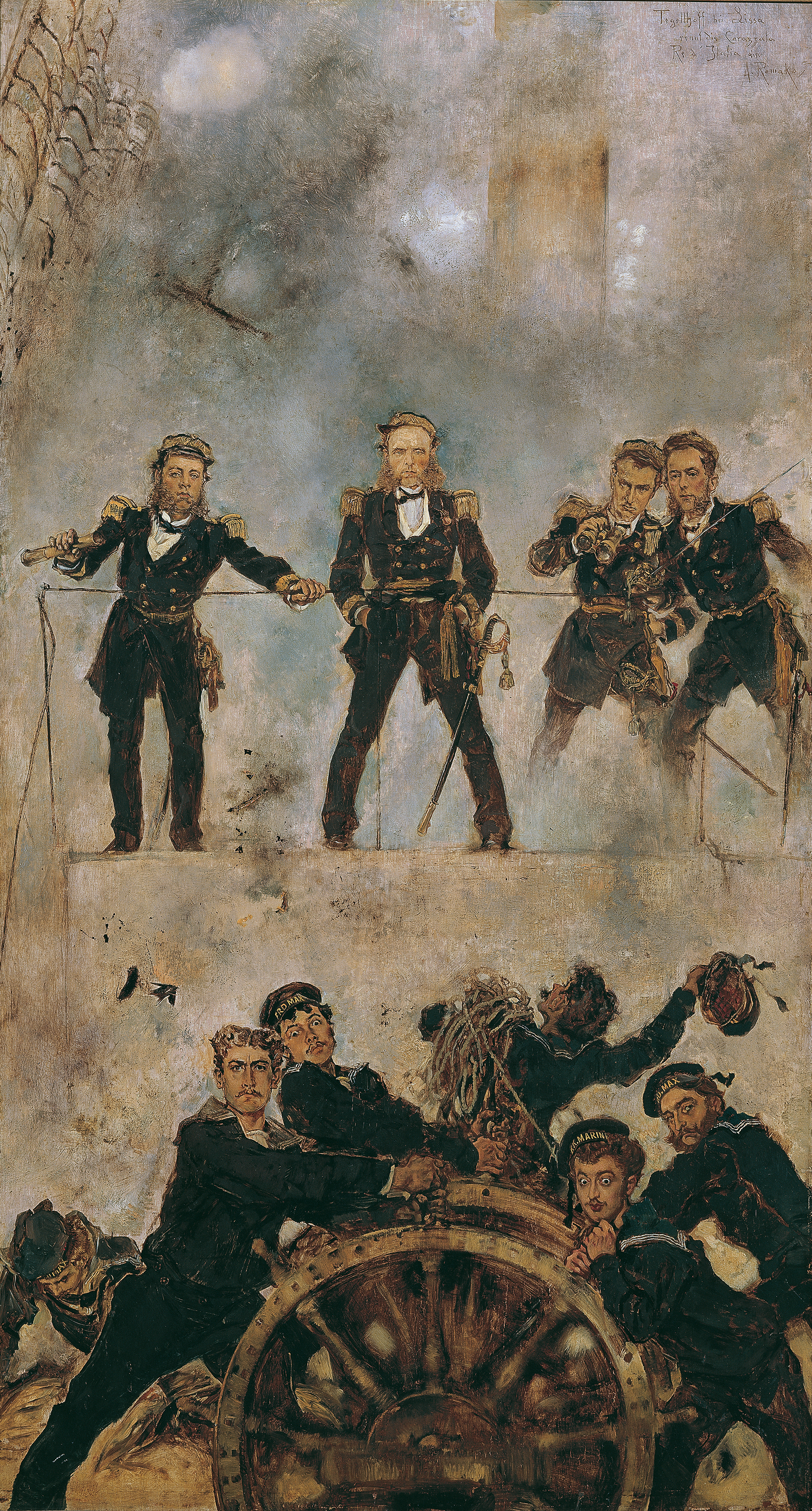
تيغيثوف في معركة ليسا البحرية الأولى ، 1878-1880، بريشة الرسام النمساوي أنطون روماكو، معروضة في المتحف الإمبراطوري في فيينا

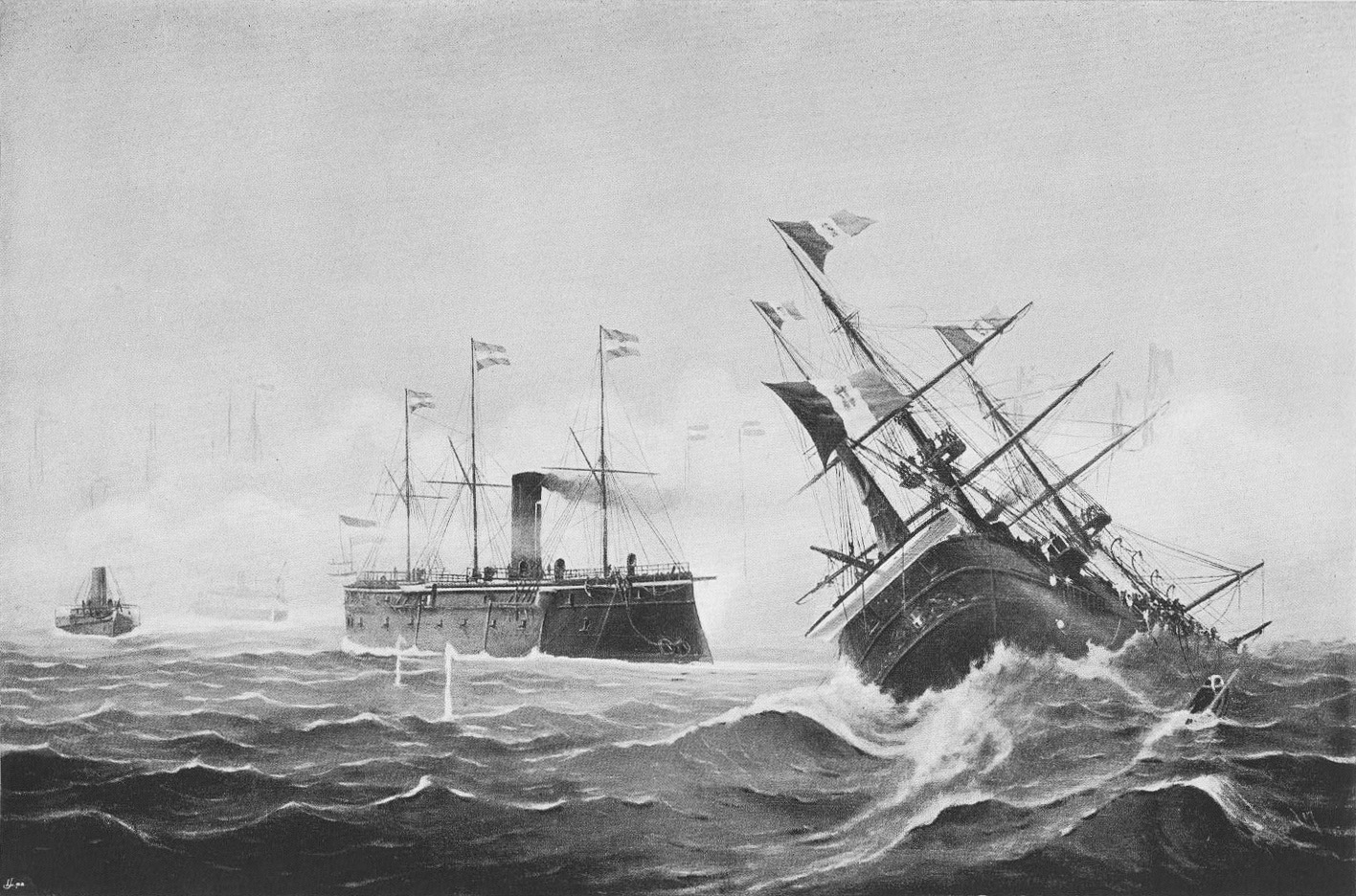
لوحة للفنان غوستاف كابلر تظهر صدم الأرشيدوق فرديناند ماكس السفينة الإيطالية ري دي إيطاليا وإغراقها. استنسخت في عامي 1896 و 1908.

تحول تيغيتهوف إلى بطل بحري بعد انتصاره في معركة ليسا البحرية في أغسطس 1866 التي خاضتها النمسا ضد الأسطول الإيطالي في حرب الاستقلال الإيطالية الثالثة، حيث استخدم تكتيكات الصدم في مواجهة الأسطول الإيطالي المتفوق، وحصل على وسام صليب ماريا تيريزا للقائد العسكري، ورقي إلى نائب أدميرال وهي رتبة تعادل «فريق». وقد لعب قائد قلعة جزيرة ليسا (اليوم فيس) دورا مهما في هذا الانتصار، حيث تمكن من مشاغلة الإيطاليين وتحديد حركتهم إلى حين وصول تيغيتهوف.
تجول تيغيتهوف في الأعوام 1866 و1867 في رحلات دراسية إلى فرنسا وبريطانيا العظمى والولايات المتحدة، وفي تلك الأثناء تحولت الدولة الإمبراطورية إلى نظام ملكي مزدوج مع التسوية النمساوية المجرية في عام 1867. وبعد عودة تيغيتهوف إلى النمسا في يوليو 1867 كلفه الإمبراطور فرانتس يوزيف شخصيًا بإحضار جثة شقيقه ماكسيميليان الذي أعدم في المكسيك رميا بالرصاص في المكسيك في 6 يونيو من ذلك العام، وهي مهمة أداها تيغيتهوف بالفرقاطة إس إم نوفارا، التي كان ماكسيميليان قد بدأ حياته المهنية فيها ضابطا بحريا، قبل أن يصبح قائدا للبحرية النمساوية ولاحقا إمبراطورا للمكسيك.
في 25. فبراير 1868 تم تعيينه قائدا أعلى للبحرية ورئيسًا لقسم البحرية في النمسا-المجر.

### أدميرال وقائد بحري
شغل تيغيتهوف من عام 1865 حتى وفاته وظيفة قائد البحرية، فيما عين فرانتس يوزيف الأرشيدوق ليوبولد عام 1865 في منصب قائدالقوات البحرية ومفتش الأسطول، وأقاله عام 1868.
في الوقت نفسه، عين القيصر نائب الأدميرال تيغتهوف، خلفًا للأدميرال لودفيج فون فاوتز في رئاسة للقسم البحري وبالتالي نائبًا لوزير حربية الإمبراطورية للشؤون البحرية، وفي نفس الوقت كان نائب الإمبراطور في قيادة البحرية. وبالتالي جمع تيغيتهوف بين جميع الوظائف في شخصه. وبفضل هذه السلطة التي تركزت في يده كان قادرا حتى وفاته المبكرة على المضي قدمًا في مشاريعه الإصلاحية المتعلقة بالبحرية النمساوية، رغم مقاومة هيئة الأركان العامة، وقد ظلت ابتكاراته سارية حتى هزيمة ونهاية النظام الملكي المزدوج في خريف عام 1918.

### وفاته
تعرض تيغيتهوف عام 1870 لمشاكل صحية واضطر إلى الذهاب إلى مصحة للعلاج في بلدة سانت راديغوند بالقرب من مدينة غراتس، وفي 1871 أصيب بالتهاب رئوي ادى إلى وفاته، ودفن في مقبرة سانت ليونارد في غراتس. ترك تيغيتهوف ثروته كاملة لإخوته، وهي مبلغ متواضع من 267 جيلدر و 40 كرويتسر.

## تكريم

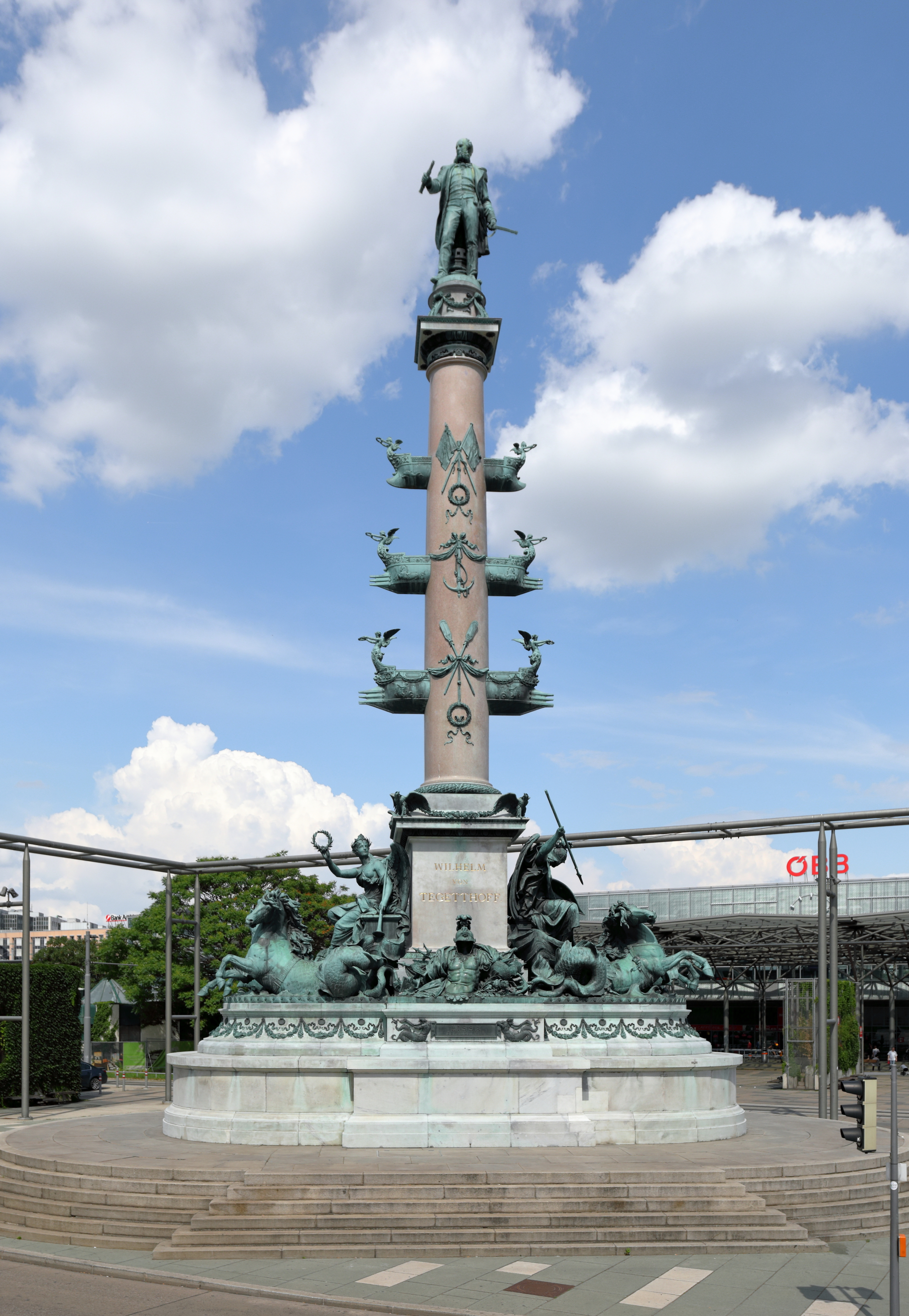
نصب تيغيتهوف بالقرب من براترشتيرن في حي فيينا الثاني، شيد عام 1886

### فيينا
- في عام 1866 أطلق اسم ليسا على شارع في حي فيينا الثالث (بالألمانية: Lissagasse)‏، تخليدا لذكرى المعركة البحرية التي انتصر فيها تيغيتهوف
- في عام 1877 أطلق اسمه على سمي شارع في وسط المدينة (بالألمانية: Tegetthofstrasse)‏
- في عام 1886 أقيم لتيغيتهوف نصب تذكاري في منقطة براترشتيرن في حي فيينا الثاني، من تصميم كارل كوندمان وكارل فون هازناور
- في عام 1914 سمي شارع في حي فيينا العشرين باسم هيلغولاند (بالألمانية: Helgolandgasse)‏، تخليدا لذكرى المعركة البحرية التي خاضتها البحرية النمساوية هناك
- تحمل سفينة نهرية ترفيهية تابعة لشركة «الدانوب الأزرق» (بالإنجليزية: DDSG Blue Danube)‏ اسم الأدميرال تيغيتهوف.
- كانت ثكنات البحرية النمساوية (سابقا) في حي فيينا التاسع عشر.تحمل اسمه

### غراتس

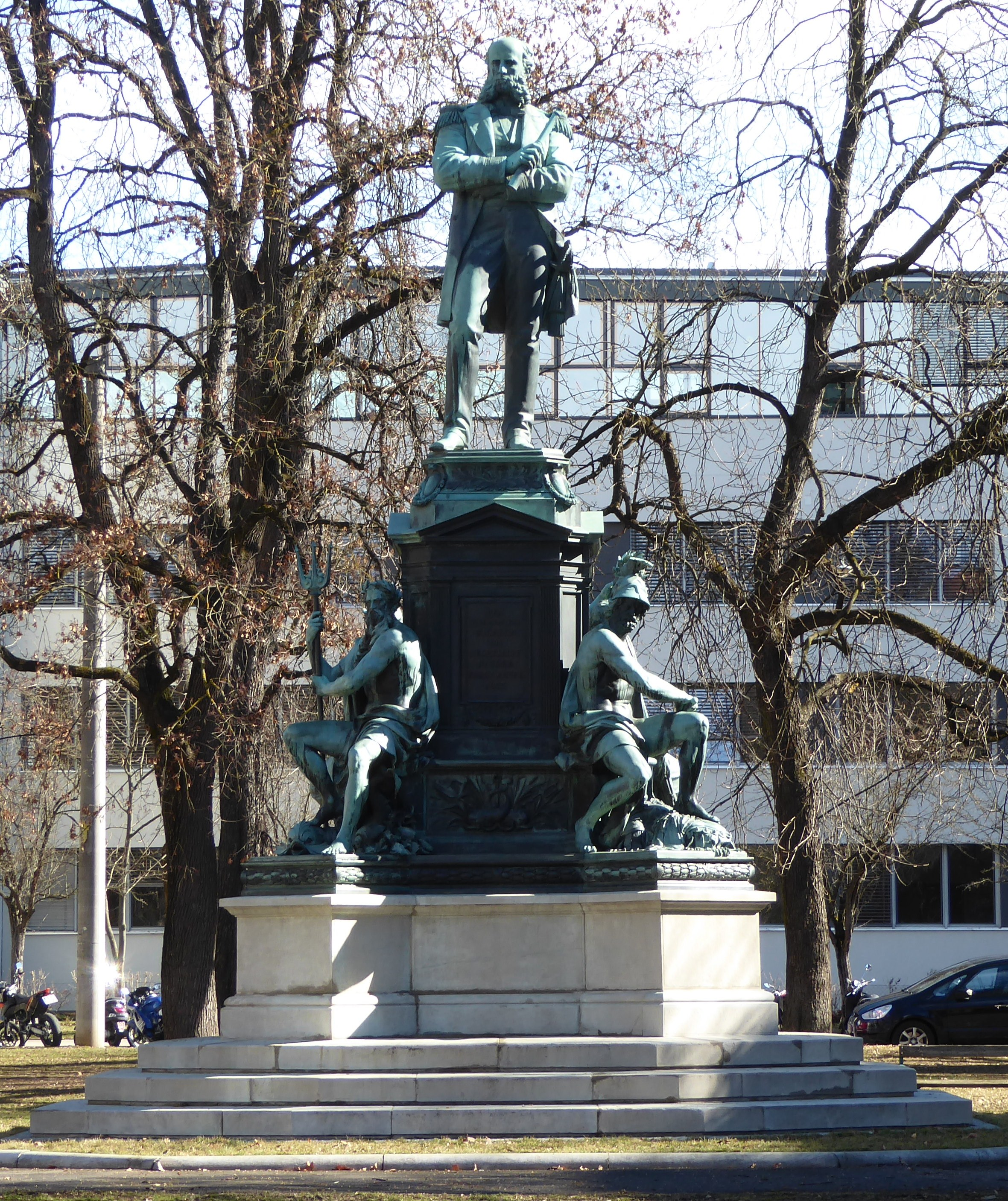
نصب تيغيتهوف في غراتس

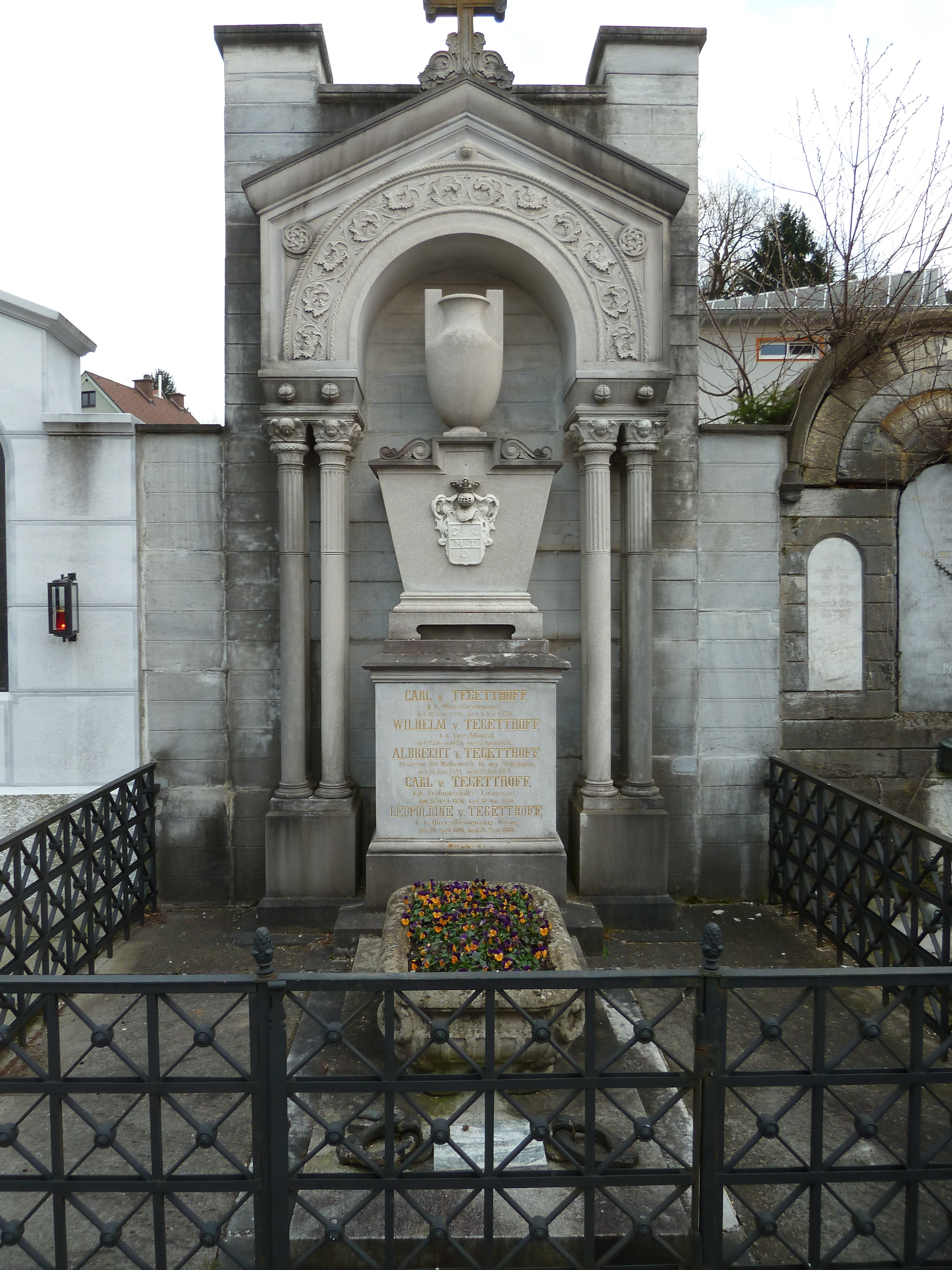
ضريح تيغيتهوف في مقبرة سانت ليونارد في غراتس

- في مسقط رأسه في غراتس، أطلق اسمه على جسر نهر المور، الذي اكتمل بناؤه في عام 1975
- سمي شارع في وسط المدينة باسم ليسا، تخليدا لذكرى المعركة التي قادها تيغيتهوف
- نصب عام 1871 حجر تذكاري بلدة سانت راديغوند بالقرب غراتس تذكيرا بتواجده في المصحة هناك
- أطلق اسمه كذلك على الفيلا التي أقام فيها في مصحة سانت راديغوند (بالألمانية: Villa Tegetthof)‏، وقد نصبت عام 1988هناك لوحة رخامية تذكارية قدمتها جمعية «رفقة تيغيتهوف البحرية - غراتس».[22]

### بولا / غراتس
أقيم في مدينة بولا التي كانت تابعة للامبراطورية النمساوية المجرية وميناءها الحربي الرئيسي نصب تذكاري لتيغيتهوف في عام 1877، صممه كارل كوندمان ونفذته معامل الصلب الإمبراطورية في فيينا. وتخلد نقوش النصب مهارة وشجاعة تيغيتهوف في معركتي هيلغولاند وليسا البحريتين ومجد البحرية النمساوية. بعدهزيمة النمسا في الحرب العالمية الأولى عام 1918 احتلت إيطاليا (عدوة النمسا في معركة ليسا)، وفكك النصب ونقل وخزّن في مدينة البندقية. في عام 1935 أعادت إيطاليا النصب إلى النمسا وأعيد تركيبه في ميدان تيغيتهوف في حي سانت ليونارد، على مقربة من مثواه الأخير هناك.
عام 2013 أزيل النصب الذي التي يبلغ ارتفاعه 3.5 متر ووزنه حوالي 1.5 طن ونقل للترميم وإزالة أضرار التآكل في قاعدته،  وقد كلفت عملية الترميم 250 ألف يورو، وأعيد نصب القاعدة والتمثال في خريف 2016.

### أماكن أخرى
- في ماريبور أقيم عام 1883 نصب تذكاري لتيغيتهوف من تصميم هاينريش فوي، وقد حضر حفل الافتتاح الإمبراطور فرانتس يوزيف.[26] بعد هزيمة النمسا في الحرب العالمية الأولى هدم ذلك النصب، وما زال التمثال النصفي محفوظا في متحف الدولة في ماريبور[27]
- يوجد في لينتس شارع تيغيتهوف بالقرب من محطة القطار الرئيسية
- أطلق اسمه أيضا على شارع في بلدة دورنبيرن في غرب النمسا

### تسميات سفن وأماكن جغرافية
- أطلق اسمع على سفينة البعثة القطبية النمساوية المجرية التي بنيت لبعثة استكشافية قادها يوليوس باير وكارل ويبرخت في الأعوام 1872-1874.
- أطلق مكتشفو تلك البعثة اسم «رأس تيغيتهوف» (بالألمانية: Kap Tegetthof)‏ الجزء من جزيرة هول الذي شاهدته البعثة لأول مرة في الأرخبيل في عام 1873:.
- أطلق اسم «فئة تيغيتهوف» على أكبر وأقوى فئة من السفن المدرعة في بحرية الإمبراطورية النمساوية (سميت أحيانًا أيضًا فئة فيريبوس يونيتيس (باللاتينية: Viribus Unitis)‏)، وكانت تتألف من أربع سفن حربية هي فيريبوس يونيتس، والأمير يوجين، وسانت اسطفان، وتيغيتهوف، التي بنيت عام 1910.
- كان من المقرر تسمية الطراد الألماني الثقيل برينس يوجين الذي بني في عام 1938، ولكن خُشي من إزعاج الحليفة إيطاليا.

## في المتاحف
يقدم متحف التاريخ العسكري في فيينا توثيقا مفصلا لتاريخ البحرية النمساوية، وفيه الكثير من التذكارات والمتعلقات الشخصية لتيغيتهوف، بينها سيفه وأوسمته وهدية فخرية من مدينة تريست على شكل تحفة ديكور ذهبية، وهناك أيضا صور ولوحات شخصية، منها واحدة بريشة الرسام جورج ديكر.

## روابط خارجية
- نصوص عن الأدميرال فون تيغيتهوف في فهرس مكتبة ألمانيا الوطنية